# Veronica Simogun
Veronica Simogun född 1962 i Urip, East Sepik är en papuansk människorättsaktivist från Papua Nya Guinea. 
Veronica Simogun är utbildad pilot inom landets civilflyg och arbetade inom detta under sex år.  1986 återvände hon till sin hemby för att arbeta med sociala frågor, bland annat våld i när relationer där kvinnor och barn drabbas. Hon grundade organisationen Family for Change Association år 2012 som arbetar med att stötta kvinnor som behöver ta sig ur våldsamma relationer. 
Veronica Simogun tilldelades år 2017 International Women of Courage Award.